# Działdowo
Działdowo (tyska: Soldau) är en stad i Ermland-Masuriens vojvodskap i nordöstra Polen. Działdowo har anor från tidigt 1300-tal.